# Santa Olalla (Toledo)
Santa Olalla es un municipio y localidad española de la provincia de Toledo, en la comunidad autónoma de Castilla-La Mancha. El término municipal tiene una población de 3502 habitantes (INE 2024).

## Geografía
El municipio de Santa Olalla está situado en la comunidad autónoma de Castilla-La Mancha, en el centro de la provincia de Toledo. En Santa Olalla confluyen tres carreteras, que son la autovía de Extremadura (A-5) (antigua N-V) y las carreteras autonómicas Santa Olalla-Torrijos (TO-7723-V) y Santa Olalla-El Carpio de Tajo (CM-4053). En las estribaciones del término municipal se encuentra la estación de tren Santa Olalla-Carmena, pero que actualmente se encuentra en desuso. La localidad se encuentra a 80 km de Madrid, 42 km de Toledo y 32 km de Talavera de la Reina.
El término municipal tiene una extensión de 76.62 km². Limita al norte con Hormigos; al este con Maqueda, Val de Santo Domingo y Alcabón; al sur con Carmena, La Mata y Carriches; y al oeste con Domingo Pérez, Erustes y Otero.
Santa Olalla tiene un clima mediterráneo continental. Las temperaturas son muy extremas. En invierno es habitual alcanzar cifras bajo cero, siendo frecuente las heladas al alba. En verano se superan los 30 °C ampliamente durante los meses de julio y agosto. En cuanto a las precipitaciones se concentran en los meses de otoño e invierno. Las nieves son escasas y de producirse suelen caer en enero.

## Historia
Santa Olalla es desde sus orígenes lugar de paso y estancia obligada de viajeros. Los medios han cambiado con los tiempos, y de una cañada celta y una calzada romana, se ha pasado a tener una moderna autovía (N-V) y dos carreteras regionales.
En el Paleolítico el entorno era frecuentado por tribus nómadas de cazadores y recolectores. En la Edad del Hierro los celtas crean el primer asentamiento junto a su cañada ganadera, este sería el origen del pueblo. En torno al año 500 a. C. los carpetanos, pueblo de origen íbero, ocuparon la antigua aldea céltica, hasta el siglo II a. C. cuando los romanos ocupan el lugar y lo incluyen en la provincia romana llamada Carthaginensis.
Sobre la cañada ganadera de origen celta montaron los romanos la calzada que unía Mérida con Toledo. Durante el Bajo imperio romano el pueblo recibe por primera vez el nombre Santa Eulalia, en honor a la mártir emeritense.
Los visigodos construyeron la primera iglesia que se dedicó a Santa Eulalia de Mérida. Fue destruida por los musulmanes, que posiblemente edificaron sobre su solar una pequeña mezquita, además Santa Eulalia pasa a llamarse Vinco Cominario.
En 1083 es reconquistada por el rey Alfonso VI y retoma su antiguo nombre que con la evolución del castellano se transforma en Santa Olalla. Tras este acontecimiento Santa Olalla (que se convierte en cabeza de la tierra del mismo nombre según el modelo de repoblación concejil) empieza a tomar importancia, es amurallada, la primera referencia a la muralla aparece en 1127 en una bula papal. Fue necesario amurallarla para protegerla de las incisiones árabes, como la de Miramamolín en 1196. El caudillo almohade llegó hasta las inmediaciones de la ciudad de Toledo.
También se convierte durante la Edad Media en cabeza de un arciprestazgo y de un señorío. Hasta ese momento dependía en lo religioso de la parroquia toledana de Santa Leocadia. En lo político los distintos poderes castellanos se interesaron y pugnaron, por la posesión de este señorío, magnates, caballeros, cabildos y las órdenes militares de Calatrava y Santiago. Finalmente se constituye como señorío civil y estuvo en manos de ilustres nobles, la Casa de Castro, los Lope de Haro, Martín Fernández, los Guzmán, señores de Orgaz y desde 1529 condes de Orgaz por concesión de Carlos V.
Llegó a tener, aparte de la muralla con sus tres puertas (Madrid, Toledo y Badajoz pero conocidas como Maqueda, Alcabón y Talavera), tres iglesias (San Pedro Apóstol, San Julián y San Miguel), el convento franciscano de San Juan Bautista con su iglesia, el palacio de los Condes de Orgaz de estilo herreriano, el hospital de caridad de San Antón con capilla, y tres ermitas (San Sebastián, San Roque, San Blas), entre otros monumentos menores que hacían de Santa Olalla capital jurisdiccional de todos los pueblos de la comarca que pertenecían al señorío.
La judería o comunidad judía de Santa Olalla fue de las más numerosas e importantes de la provincia, un numeroso grupo de hombres cultos, ricos y poderosos sin los que no se entendería la historia medieval de Santa Olalla; tampoco podemos olvidar a los moriscos y conversos. Ni acontecimientos como los deslindes entre la jurisdicción de Santa Olalla y Talavera que trajeron entre otras consecuencias el nombramiento de los vecinos de Illán de Vacas como neutrales por parte de los Reyes Católicos; los problemas no terminaron hasta 1498.
Aparte de la visita que Alfonso VII y su esposa Rita realizaron para conceder el fuero de Toledo en 1123, este monarca estuvo en otras ocasiones en Santa Olalla, que al ser lugar de paso como decíamos al principio fue visitado por otros reyes como su nieto el rey Alfonso VIII, Juan II de Castilla, la reina María de Aragón, Enrique IV Fernando "el Católico", el emperador Carlos V, Felipe V y los últimos reyes Juan Carlos y Sofía, entre otros de los que no existe constancia escrita.
Los viajeros también reflejaron la localidad en sus libros de viajes, Fernando Colón el hijo de Cristóbal Colón en 1517, Pedro Medina en 1548 y los cronistas de Felipe II en 1576. Santa Olalla fue cuna de importantes literatos y humanistas como Álvar Gómez de Castro, Alonso Palomino, Roque Saturnino Jiménez de Rojas o fray Cristóbal de Fonseca al que algunos han identificado con el seudónimo de Alonso Fernández de Avellaneda autor del falso Quijote.
Hacia mediados del siglo XIX, la villa tenía contabilizada una población de 1039 habitantes. Aparece descrita en el decimosegundo volumen del Diccionario geográfico-estadístico-histórico de España y sus posesiones de Ultramar de Pascual Madoz de la siguiente manera:

OLALLA (Sta.): v. con ayunt. en la prov. y dióc. de Toledo (6 leg.), part. jud. de Escalona (2), aud. terr. de Madrid (13), c. g. de Castilla la Nueva: sit. en llano y sobre la carretera general de Estremadura, es de clima templado; reinan los vientos N. y E. y se padecen pulmonias: hasta el año 1832 se veía el pueblo acometido de constantes calenturas por efecto de unas lagunas que había á la parte del S.; pero desecadas en aquel año ha ganado notablemente su salubridad: tiene 250 casas; las 180 bajas con mala y estrecha habitacion; 20 algo mas altas y cómodas y las 50 restantes bastante buenas, con buenas calles anchas empedradas y limpias, y 3 plazas de proporcionadas dimensiones: hay casa de ayunt., y unidas a ella, las paneras del pósito, cárcel y habitacion del alcaide; escuela elemental dotada con 1,800 rs, de los fondos públicos y la retribucion de los 50 niños que concurren; enseñanzas privadas de niñas á las que asisten 30; un hospital con su capilla fundado por los condes de Orgáz, año 1450; sus rentas ascienden de 8 á 9,000 rs. suficientes pera la asistencia de 6 enfermos y enfermero, que han de ser vec. del pueblo; en el mismo edificio hay una habitacion separada para hospedage de los pobres sanos transeuntes; una igl. parr. dedicada á San Pedro apóstol, con curato de primer ascenso y provision ordinaria; otra parr. aneja con la advocacion de San Julian, servida por un teniente; en los afueras un convento de San Francisco, derrivado en la guerra de la Independencia, reedificado en 1832; pero que no llegó á habitarse por haber sobrevenido la esclaustracion, y sirve en el dia para teatro; 2 ermitas dedicadas á San Roque y San Sebastian, y unido al conv., el cementerio que no ofende á la salud. Se surte de aguas potables en una fuente inmediata a la v. con cañeria y pilon, y en los pozos de las casas. Confina el térm. por N. con los de Maqueda y Hormigos; E. Alcabon y Val de Santo Domingo; S. Carriches, la Mata y Carmena; O. Domingo Pérez y Alanchete; á dist. de 1/2 leg. próximamente por todos los puntos y comprende el cas. de la Higueruela al N.; Tajuelo y Alamo-Corral y Barraen al S.; y en todo 11,300 fan. de tierra, de las que la mitad está ocupada por 60,000 olivos, 200,000 vides, prados y huertas; y la otra mitad de labor: le baña un arroyuelo escaso aunque permanente al E. del pueblo, que da riego á las huertas que hay en sus márg., y otro en el cas. de la Higueruela que da movimiento á un molino. El terreno es llano sin monte, de mucha miga y fértil; los caminos vecinales, atravesando el pueblo la carretera de Estremadura: el correo se recibe diariamente en la estafeta de la misma v. por el conductor del general; pasan tambien las diligencias y carruages de Talavera y Estremadura y hay 5 posadas y parada de postas. prod.: trigo, cebada, aceite, vino, garbanzos y legumbres, todo abundante y de buena calidad; se mantiene ganado lanar, 75 yuntas de mulas y 90 de bueyes y se cria caza menuda. ind. y com.: todos los frutos del pais se consumen en el pueblo; los garbanzos se esportan á Madrid y Toledo: hay un molino harinero, 12 molinos y almacenes de aceite y 3 tahonas. pobl.: 250 vec.; 1,039 alm. cap. prod.: 3.876,029 rs. imp.: 108,400 rs. contr.: 69,061. presupuesto municipal: 24,979 del que se pagan 3,300 al secretario por su dotacion y se cubre con 14,318 que producen los propios y el resto de arbitrios.
Esta v. fue cab. del estado de su nombre que perteneció al conde de Orgáz, y le componían los pueblos de Alanchete y Valverde, Carriches, Domingo-Perez, Erustes, Mata, Otero, y Techada.
(Madoz, 1849, pp. 228-229)

## Demografía
Cuenta con una población de 3502 habitantes (INE 2024).
| Gráfica de evolución demográfica de Santa Olalla entre 1842 y 2021                                                    |
| |
| Población de derecho según los censos de población del INE. Población de hecho según los censos de población del INE. |

Durante varios años en la década de 1990, el aumento de la población parecía estancado, pero factores como el auge de la vivienda y la buena comunicación con Madrid mediante la N-V, han invertido este tendencia y el padrón municipal supera los 3000 habitantes.
| 1928                       | 2158 | 2269 | 2418 | 2536 | 2857 | 2973 | 3597 |
| (Fuente: [cita requerida]) |      |      |      |      |      |      |      |

### Economía
La actividad económica de la localidad se basa principalmente en el comercio y sector servicios; la agricultura (cereal y olivo) y ganadería de porcino y ovino; además de un pequeño sector industrial centrado en la transformación de los productos agrícolas (fábricas de pienso) y en la producción de mazapanes y repostería. También cuenta con talleres artesanos de carpintería y forja artística. El municipio contaba con una tasa de paro del 28,22 % en septiembre de 2016.

## Administración
| Periodo   | Nombre                                                    | Partido        |
| --------- | --------------------------------------------------------- | -------------- |
| 1979-1983 | Enrique Gálvez Román                                      | UCD            |
| 1983-1987 | Enrique Gálvez Román                                      | Independientes |
| 1987-1991 | Enrique Gálvez Román (14-8-1987) Félix Rodríguez Gallardo | CDS            |
| 1991-1995 | Ángel García Garrido                                      | PSOE           |
| 1995-1999 | María del Sagrario Recio Gómez                            | PP             |
| 1999-2003 | María del Sagrario Recio Gómez                            | PP             |
| 2003-2007 | María del Sagrario Recio Gómez                            | PP             |
| 2007-2011 | José María Vallejo Herrera                                | PSOE           |
| 2011-2015 | José María Vallejo Herrera                                | PSOE           |
| 2015-2019 | Pedro Congosto Sánchez                                    | PP             |
| 2019-2023 | Pedro Congosto Sánchez                                    | PP             |
| 2023-act. | Pedro Congosto Sánchez                                    | PP             |

### Gobierno municipal
Distribución del Ayuntamiento después de las elecciones municipales de 2023 en Santa Olalla
| Partidos políticos | Partidos políticos                       | Partidos políticos | Partidos políticos | Partidos políticos |
| Partido político   | Partido político                         | Concejales         | %                  | Votos              |
| ------------------ | ---------------------------------------- | ------------------ | ------------------ | ------------------ |
|                    | Partido Popular (PP)                     | 8                  | 73,11              | 1466               |
|                    | Partido Socialista Obrero Español (PSOE) | 3                  | 25,88              | 519                |

## Patrimonio
- Iglesia de San Julián: Fundada en el primer cuarto del siglo XVI por el primer conde de Orgaz y señor de Santa Olalla, Alvar Pérez de Guzmán Suárez de Mendoza. Fue ampliada y reestructurada por su descendiente el conde de Orgaz, Juan Hurtado de Mendoza Guzmán y Rojas (1536-1606) casado con Leonor Carrillo de Figueroa. En la decoración barroca del siglo XVII, intervinieron artistas como Luis Tristán, Juan Carreño de Miranda, etc. Retablo mayor de San Julián

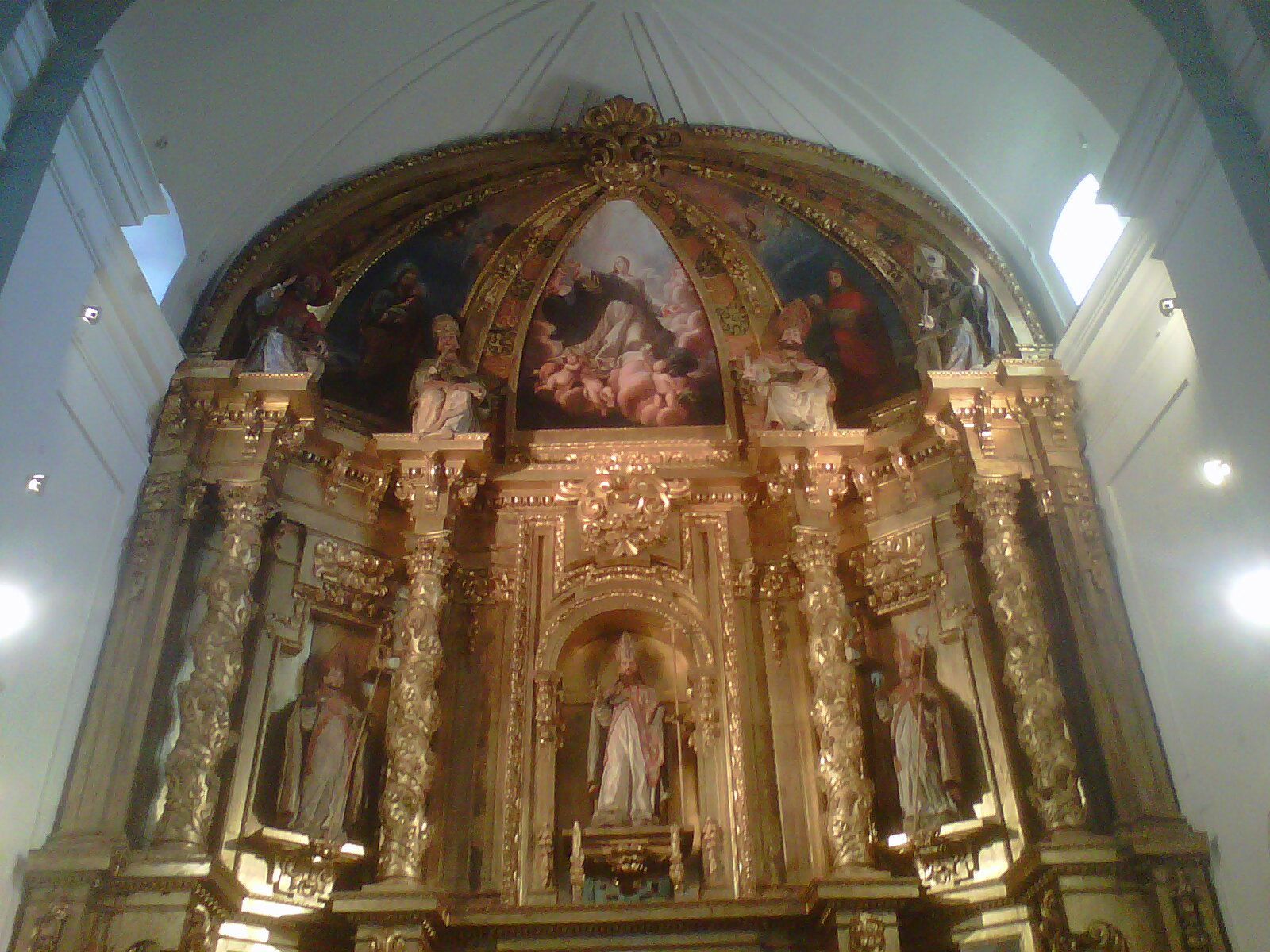
Retablo mayor de San Julián

- Iglesia de San Pedro Apóstol: construcción primitiva del siglo XI pero muy modificada por los avatares históricos. Conserva tallas de valor como la del Cristo del Lucero, Santa Eulalia de Mérida o la Virgen de la Piedad (patrona de Santa Olalla) restaurada por Mariano Benlliure.
- Ermita de San Blas: Pequeña ermita construida en 1905, de estilo popular. Está rodeada por una pradera donde se celebra cada año la romería del Santo.

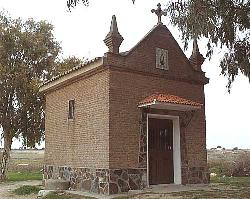
Ermita de San Blas

- Ermita de San Sebastián: del siglo XVI pero muy restaurada, la talla del santo es de la casa escultórica del hijo del Greco.
- Ermita de San Cristóbal: capilla moderna de 1983, creada por suscripción popular.
- Fuente Grande: Situada en la plaza de los Mártires, es obra de 1867, de granito con un diseño muy original.
- Fuente del Higo: fuente de metal que sirvió antaño para proveer de agua las viviendas de todo un barrio del pueblo.
- Colegio Nuestra Señora de la Piedad: situado entre las calles Mayor y Teófilo Tostón, el Colegio Público Nuestra Señora de la Piedad fue fundado en el año 1932, es un bello ejemplo de arquitectura civil popular.
- Plaza de los Reyes de España: inaugurada por los reyes de España Juan Carlos I y Sofía, a quienes está dedicada. Actualmente está decorada con cerámica de Talavera y en ella están situados los bustos en bronce de dos ilustres santaolalleros, Teodoro Sacristán, médico, y Gregorio Sánchez, torero.
- Ayuntamiento: moderno edificio inaugurado el 13 de julio de 1980, por el entonces ministro de la Presidencia Rafael Arias Salgado y Montalvo.
- Casa de Cultura: edificio moderno inaugurado en 2007. Está situado en la calle Mayor cerca del Ayuntamiento, ocupa el solar del antiguo hospital de San Antón. Alberga un teatro auditorio con medio millar de butacas. Contiene elementos propios de un pequeño museo local, piezas de piedra visigodas y una columna originaria del antiguo Hospital, así como diferentes elementos etnográficos.
- Sede de la Hermandad de San Antón: Anexo a la Casa de Cultura se encuentra la Sede de la Hermandad de San Antonio Abad y el Corpus Christi. Está decorada con cerámicas de Talavera y una espadaña con campana de aleación.

## Fiestas
- Fiesta de San Antón (17 de enero): Bendición de los animales y procesión alrededor de la iglesia, limonada popular ofrecida por su centenaria Cofradía.
- Fiesta de San Sebastián (penúltimo domingo de enero): Tradicional procesión a la ermita con la posterior venta de rosquillas y naranjas de santo.
- Romería de San Blas (1.er domingo de febrero): Procesión hasta la ermita de San Blas y romería en la pradera del Santo. Fuegos artificiales, ferias, misa campestre, la hermandad ofrece gratuitamente paella, huevos cocidos, naranjas, y también se venden roscas y se lleva a cabo una subasta.
- Semana Santa Eulaliense (fiesta variable): La Semana Santa es una de las celebraciones más singulares y arraigadas en el municipio. Participan en ella tres cofradías, la Cofradía de la Virgen de los Dolores, la Cofradía de Jesús Nazareno de Medinaceli y la Hermandad del Santo Sepulcro. Destaca entre las celebraciones de Semana Santa de la comarca de Torrijos por la tradición de bailar los pasos. Las principales procesiones son las del Miércoles Santo "Solemne Procesión de Jesús de Medinaceli"; Jueves Santo "Procesión de la Pasión" con la salida de Jesús de Medinaceli y de Jesús Nazareno con la Cruz a cuestas; y Viernes Santo "Procesión del Santo Entierro". Virgen de la Piedad en su capilla.

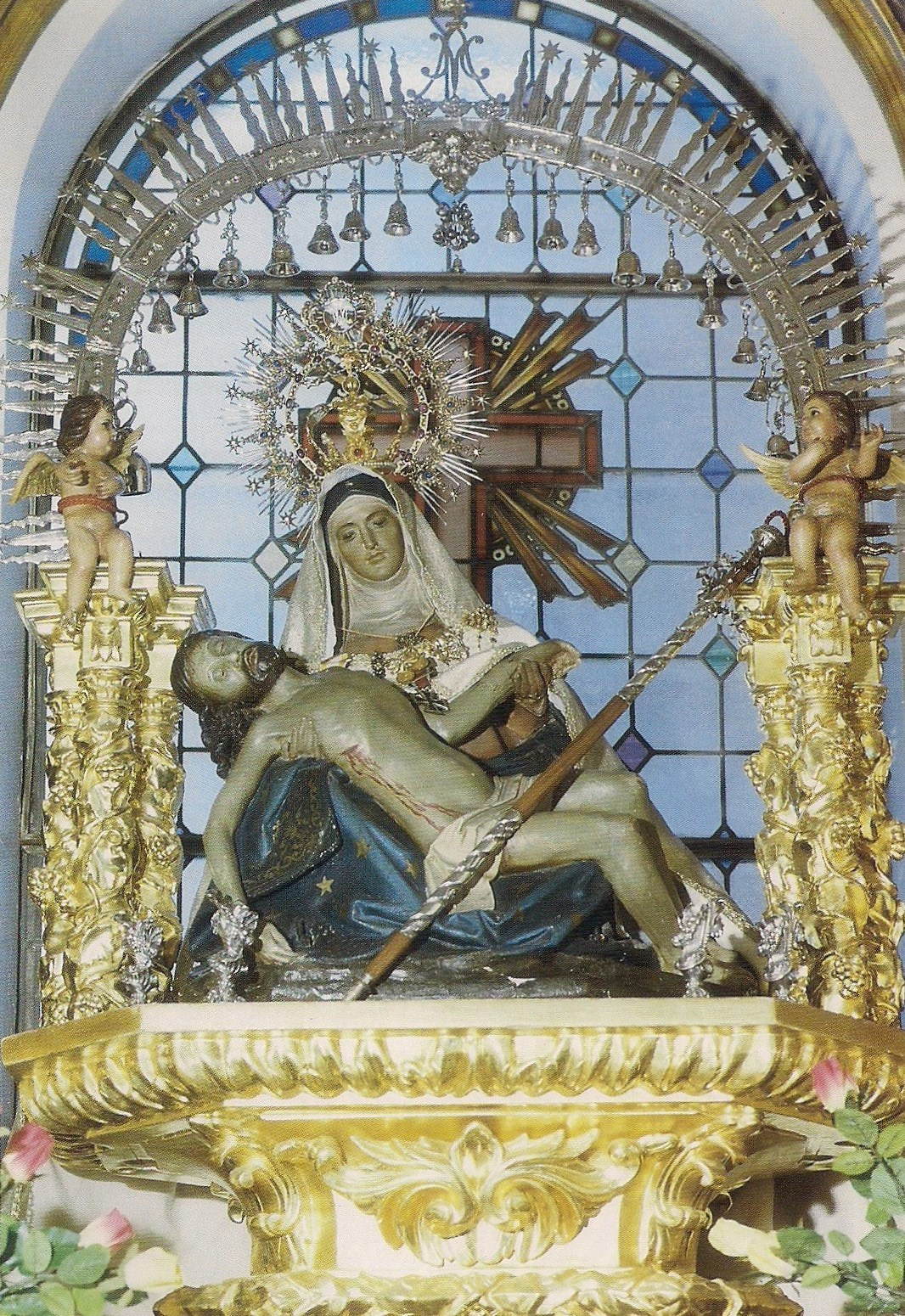
Virgen de la Piedad en su capilla.

- Fiestas Mayores de la Virgen de la Piedad (1.er domingo de mayo): Fiestas y ferias patronales, pasacalles, pregón, coronación de la Reina y Damas de honor, orquestas, tradicional verbena de la Guindalera, ofrendas florales, desfile de carrozas y comparsas, fuegos artificiales, torneos de caza y tenis, procesiones, festejos taurinos, feria y atracciones.
- Verbena de San Cristóbal (1.er domingo de julio): Orquesta y tradicional procesión de los vehículos con "pitada" en honor del santo.
- Fiestas de Verano del Cristo de la Caridad (16 de julio): Fiestas co-patronales, orquesta, limonada popular, procesión, baile de la bandera (que antaño se realizaba al son de la dulzaina y del tamboril) y barreñones de fuego.

## Tradiciones
La amplia e intensa historia de Santa Olalla ha dejado un sinfín de tradiciones que se manifiestan en sus fiestas, una docena de leyendas entre las que destaca "el pajarito de la puerta de Maqueda" y algunos refranes que han sido transmitidos de generación en generación. El más famoso de ellos «Santa Olalla mal haya tiene tres torres y por eso la llaman engaña pobres».